# 坎塔布里亞大學
坎塔布里亞大學（西班牙語：Universidad de Cantabria，縮寫：UC）是一座位於西班牙坎塔布里亞 桑坦德和托雷拉韋加的公立大學。成立於1972年，其下有12個學校及學院。也是孔波斯特拉大學集團及桑坦德網絡的成員。
2009年，西班牙政府授予該大學獲國際優秀校園獎（Campus of International Excellence）。

## 國際項目

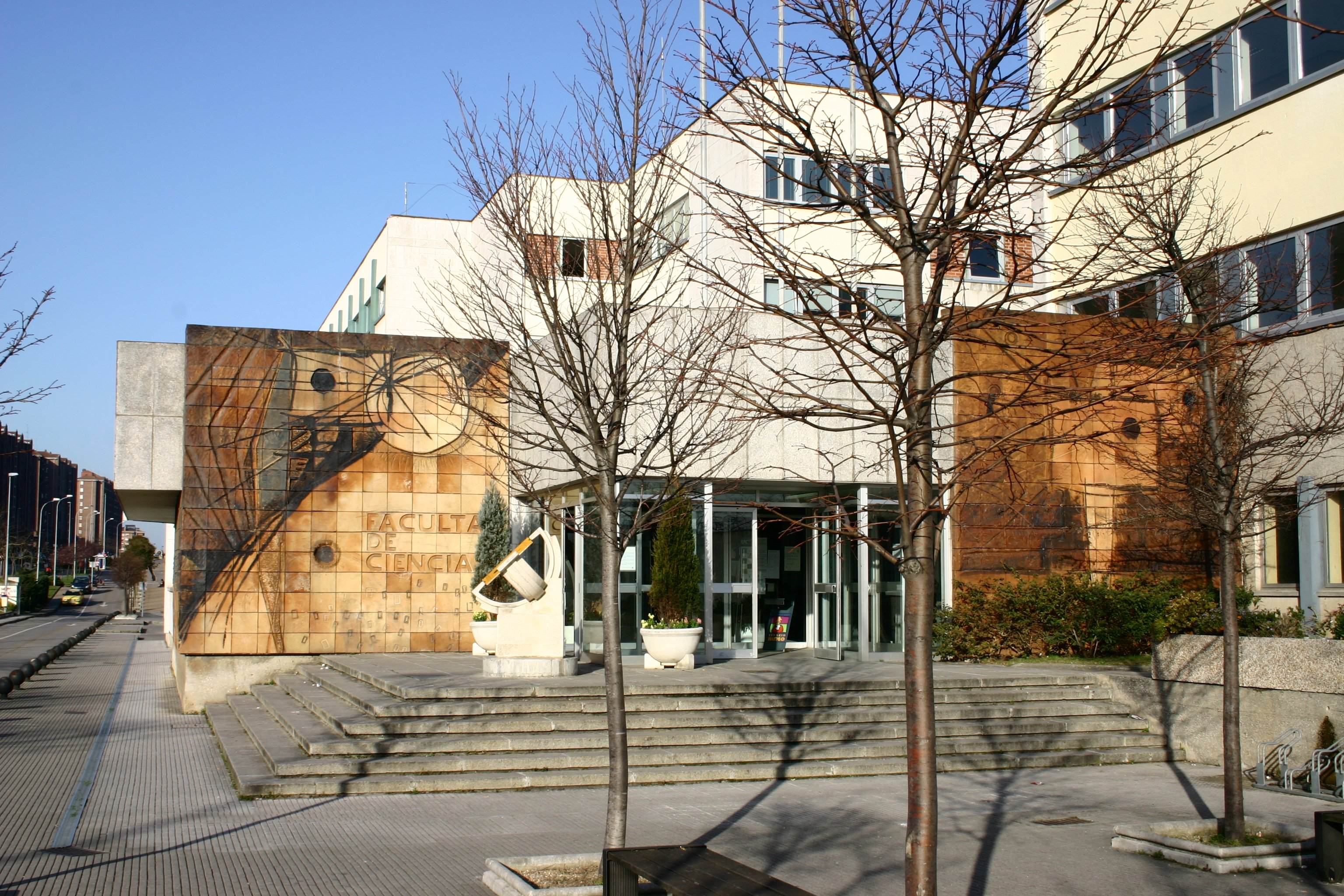
坎塔布里亞大學科學院

該大學通過伊拉茲馬斯（Erasmus）計劃分別與歐洲其他大學、拉丁美洲大學、美國大學、澳大利亞大學簽訂了216個、64個、4個及1個協議，並由此得到了很多國際交換生。

## 外部連結
- 官方网站（页面存档备份，存于） （英文）（西班牙文）